# Hypolycaena japhusa
Hypolycaena japhusa är en fjärilsart som beskrevs av Riley 1921. Hypolycaena japhusa ingår i släktet Hypolycaena och familjen juvelvingar. Inga underarter finns listade i Catalogue of Life.

## Bildgalleri

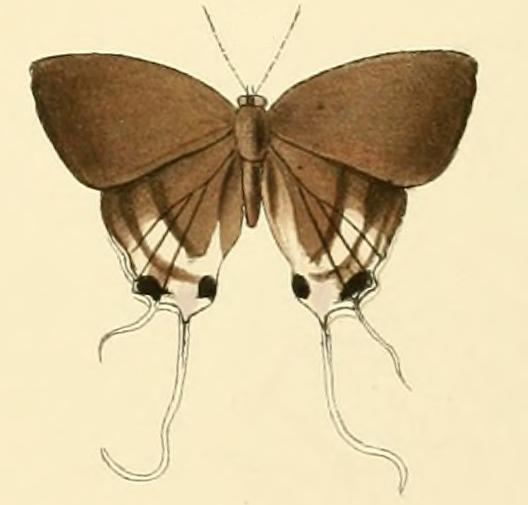
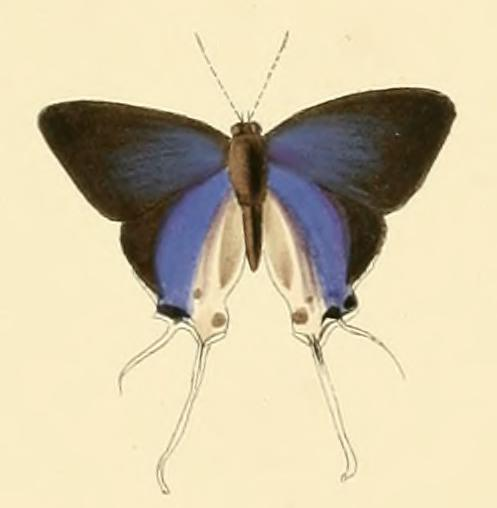